# Hof van Koloniale Zaken
Het Hof van Koloniale Zaken, (Standaardmandarijn: Lifanyuan ) was een departement in de tijd van de Qing-dynastie  met de verantwoordelijkheid voor het bestuur van gebieden buiten het feitelijke China. De naam in het Mantsjoe was Tulergi golo be dasara jurgan en had de betekenis van Ministerie voor het Bestuur van de Buitenste provincies.
In 1634, een decennium voor de inname van Peking, wisten de Mantsjoes de Chahar-Mongolen te onderwerpen. Als gevolg daarvan ging  het gebied van het huidige Binnen-Mongolië deel uitmaken van het rijk van de Mantsjoes. In 1636 vielen de Mantsjoes Korea binnen en wisten het gebied van de Joseondynastie tot een protectoraat te maken. In hetzelfde jaar werd door Hong Taiji, de eerste keizer van de dynastie, een Bureau (Mengu Yamen) gesticht met de taak om die gebieden te besturen. In 1638 werd de naam gewijzigd in Lifanyuan. In 1662 verkreeg de Lifanyuan dezelfde ambtelijke status als ieder van de zes ministeries. 
Gedurende de periode van zijn bestaan werden de staffuncties van de Lifanyuan vrijwel uitsluitend door Mantsjoes vanuit het vendelsysteem bekleed en schriftelijke zaken werden vrijwel alleen afgehandeld in het Mantsjoe.   
Na de onderwerping van de Khalkha-Mongolen in 1691 kwam ook het bestuur over het gebied van de huidige republiek Mongolië onder verantwoordelijkheid van de Lifanyuan. Na 1724 was dat eveneens het geval voor het bestuur over Centraal-Tibet. De Lifanyuan was verantwoordelijk voor de benoeming van de ambans in de beide gebieden, die de supervisie over het bestuur hadden. 

## Overige verantwoordelijkheden
Na het verdrag van Kjachta van 1727 werd dit ministerie ook verantwoordelijke voor de organisatie en het onderhouden van de diplomatieke relaties met Rusland. De Lifanyuan had een eigen opleidingsinstituut waar jonge Mantsjoes de Russische taal leerden. In de Conventie van Peking van 1860 was een clausule opgenomen dat China dwong tot het instellen van de Zongli Yamen, een departement dat min of meer vergelijkbaar was met een ministerie van Buitenlandse Zaken. Dat nam de verantwoordelijkheid voor de diplomatieke relaties met Rusland over. 
Een belangrijke verantwoordelijkheid van de Lifuyuan was ook het organiseren van uitgebreide rituelen die de integratie van de betrokken volken uit Centraal-Azië in het Chinese rijk moesten symboliseren. Het ministerie organiseerde de jaarlijkse Keizerlijke Jacht op de jachtgronden nabij de zomerresidentie Chengde. Hieraan werd dan zowel door de keizer, het hof alsmede uitgenodigde Mongoolse en Tibetaanse vazallen deelgenomen. 